# Gundruk

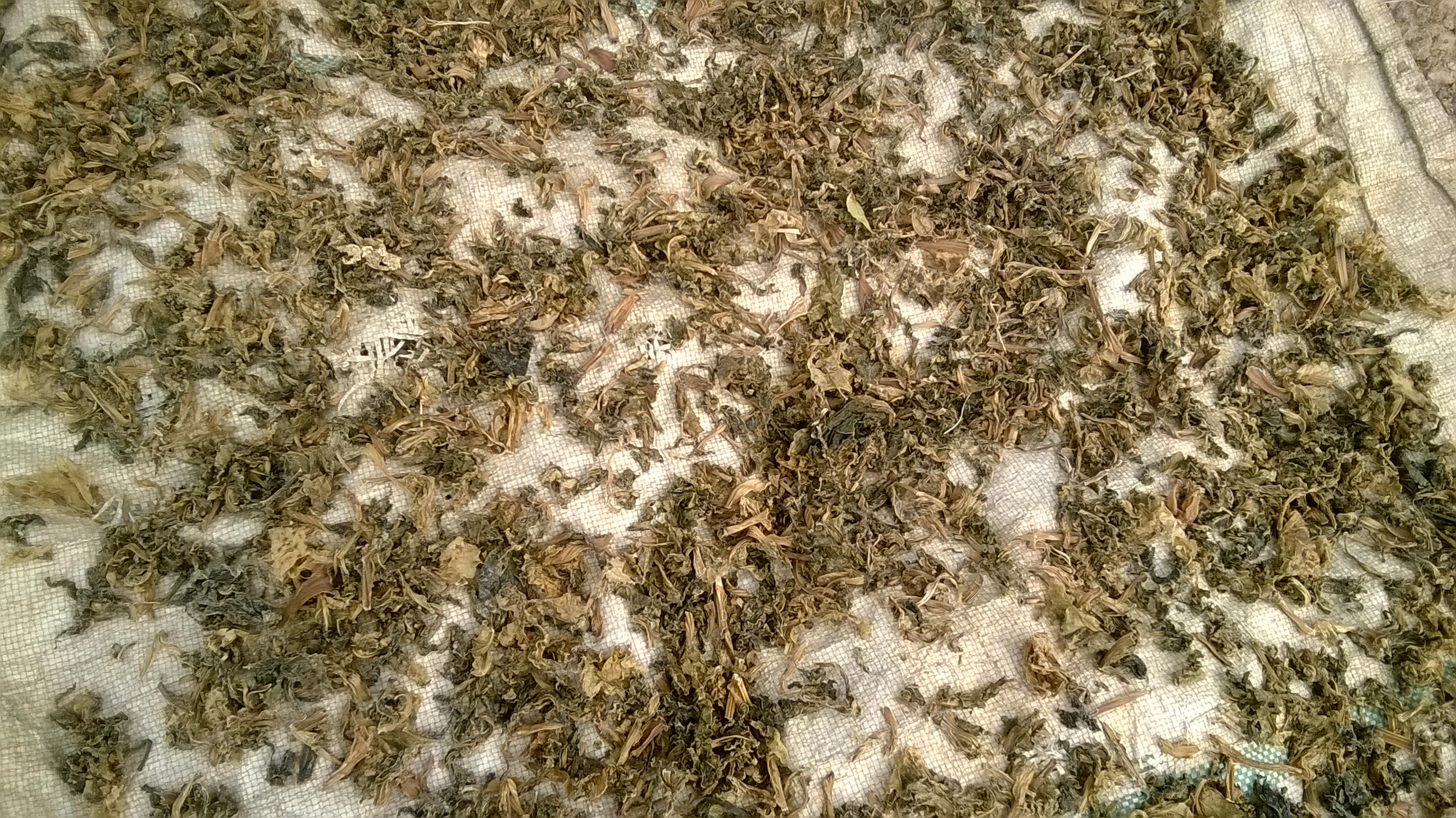
Gundruk

Gundruk (गुन्द्रुक) (Nepalí) se trata de un plato típico de la cocina nepalí que reclama ser uno de los platos nacionales. Se trata de un alimento fermentado procedente de verduras con hojas verdes (saag): una especie de espinacas. Suele ser servido como plato principal o como guarnición acompañando a otro plato principal. Gundruk es una fuente bastante buena de minerales. Este tipo de verduras encurtidas hace que tenga un sabor ácido, se suele producir entre los meses de diciembre y febrero. La palabra gundruk quiere decir en Nepalí colocasia seca.